# اضطهاد داخلي
الاضطهاد الداخلي هو مفهوم من مفاهيم العدالة الاجتماعية، وطبقاً لهذا المفهوم يقوم أفراد الجماعة المضطهدة باستخدام أساليب المضطهد ضد أنفسهم، ويحدث الاضطهاد الداخلي عندما تدرك مجموعة من الناس عدم مساواتهم بمجموعة أخرى نتيجة لرغبة المجموعة المضطهدة في أن تكون ذات قيمة عالية مثل المجموعة الأخرى.
وعلى سبيل المثال، ينظر أفراد الجماعات المهمشة نظرة قمعية ويبدأون بتأكيد الصورة النمطية عن أنفسهم. وقد يظهر الاضطهاد الداخلي على مستوى المجموعة وكذلك الفرد وقد ينتج عنه صراع وتفرقة بين أفراد المجموعة.
وقد يحدث الاضطهاد الداخلي أيضًَا  بين بعض المهاجرين وأبنائهم، يحدث ذلك عندما يقوم المجتمع المستضيف لهم بالتقليل من قيمة أصلهم العرقي ولغتهم وثقافتهم، وهذا قد يجعلهم يشعرون بالدونية مما قد يؤدي إلى كراهية الذات. وكراهية الذات تظهر من خلال التوافق المبالغ فيه مع المعايير السائدة. ورداً على السخرية،  قد يحاول أحد المهاجرين تعويض نفسه عن طريق الاستيعاب والتثاقف.

## الأنواع
تحدث العنصرية الداخلية عندما يتخذ عضو في مجموعة مستهدفة عنصريًا موقفًا عنصريًا تجاه مجموعته. ويدل على عدم احترام الذات. العنصرية الداخلية هي نتيجة للاستعمار الداخلي، إذ يفقد الشعب المُستعمر هويته ويتخذ قيم المجتمع المستعمِر؛ قد يحدث بشكل تدريجي على مدى فترة طويلة من الزمن. مثال على الاستعمار الداخلي هو ممارسة تفتيح البشرة (انظر التمييز اللوني) الموجودة في إفريقيا وآسيا.
يحدث رهاب المثلية الداخلي، والمعروف أيضًا باسم الانحياز الجنسيّ المغاير، في مجتمع الميم عندما يتبنى الأفراد معايير الثقافة الجنسية المغايرة. وله علاقة إيجابية بالضيق النفسي، وعلاقة سلبية باحترام الذات. يرتبط رهاب المثلية الداخلية ارتباطًا وثيقًا بالذنب والعار (خاصة بين الشباب) وقد ارتبط بزيادة القلق والاكتئاب والانتحار.
في التمييز على أساس الجنس الداخلي، يتبنى الأفراد (عمومًا النساء) مواقف قمعية تجاه جنسهم والتي تتبناها ثقافتهم. ومن الأمثلة على ذلك التعيير بالمومسة، فتنتقد النساء تجاوزات قواعد السلوك الجنسي المقبولة على أنفسهن وغيرهن من النساء.
قد تحدث مجموعة من الاضطهادات الداخلية عندما ينتمي الفرد إلى أكثر من مجموعة مضطهدة؛ قد تعاني المرأة الملونة من العنصرية الداخلية والتمييز على أساس الجنس الداخلي، أو قد يكون الشخص الملون مثليًا (وأيضًا يعاني من رهاب المثلية الداخلي).

## الأسباب
يحدث الاضطهاد الداخلي «عندما يبدأ الشخص في استبطان التحيزات القمعية والتحيزات حول مجموعة (مجموعات) الهوية التي ينتمي إليها». ويحدث ذلك عندما «يُزرع القمع الاجتماعي مثل العنصرية، والتمييز على أساس الجنس، والتمييز ضد ذوي الاحتياجات الخاصة، والطبقية، والانحياز الجنسي المغاير، والنوع الاجتماعي، والاضطهاد الديني، ومعاداة السامية» من قبل أي فئة مهيمنة و(تعمل) من أجل مصلحتها. ويعتمد الاضطهاد الداخلي «على الحد من» النجاح والابتكار والقوة «للأفراد أو الجماعات المضطهدين، وعرقلتهم، وتقويضهم بشكل منهجي». ينسخ بعض الأفراد (ويستبطنون) «الرفض المؤسسي للاختلاف»، والفشل «في فحص التشوهات الناتجة عنه... سوء تسمية (هذه الاختلافات) وتأثيراتها على السلوك البشري والتوقعات».

## تأثيرات
«إذا كانت النساء محاطات بأشخاص ينظرون إليهن على أنهن تابعات أو غير قادرات أو يفتقرن إلى السيطرة على أفعالهن، فمن المرجح أن تفهم النساء أنفسهن بطريقة مماثلة، حتى لو كان ذلك باطنيًا». يعزز الاضطهاد الداخلي المعتقدات القائلة بأن الذات لا يمكن أن تكون مستقلة، ولا تستحق مقاليد السلطة، وهي ليست أكثر من مجرد هدف للإشباع الجنسي (انظر التشييء الجنسي). «يمكن أن يضر الاضطهاد النفسي بعلاقة الشخص الأخلاقية مع الذات... نظرًا لأن أولئك الذين استبطنوا التحيزات القمعية غالبًا ما ينخرطون في سلوك يزيد من استمرار هذه التحيزات، فإن الاضطهاد الداخلي ليس فقط أحد أعراض المناخ الاجتماعي القمعي، ولكنه يمثل أيضًا آلية لاستمرار وجوده». وفقًا لطالبي الدكتوراه بجامعة ماساتشوستس في أمهرست فاليري جوزيف وتانيا أو. ويليامز، «إنكار الذات العنصري العميق،... الكراهية العنصرية الداخلية والاضطهاد الداخلي... أعاقت نموهم كأشخاص وباحثين، وأعاقت قدرتهم على أن يكونوا... عميقين وقويين وجميلين...» يمكن جعل الأفراد يشعرون بأنهم «متورطون في مشروع الامتثال لقيم وأهداف» المجتمع المهيمن. قد يحدث الاضطهاد الداخلي أيضًا لدى الأشخاص ذوي الإعاقة، الذين قد ينأون بأنفسهم عن الآخرين ذوي الإعاقة لتجنب ربط أنفسهم بأولئك الذين قد ينظر إليهم المجتمع على أنهم «ضعفاء» أو «كسالى». كتبت نابينا ليبو «الأشخاص الملونون الذين يستوعبون الصور النمطية المتعلقة بالإجرام والانحراف الأخلاقي... يمكنهم... أن يعتبروا أنفسهم خارجين عن القانون في المجتمع الأخلاقي» وقد «ينخرطون في سلوك يزيد من استمرار هذه التحيزات... يؤدي تحقيق هذه القوالب النمطية إلى دفع شخص ما خارج الأُطر الأخلاقية وتعزيز هويته الأخلاقية المتضررة... يمكن أن يؤدي استبطان الصور النمطية عن الإجرام والانحراف الأخلاقي إلى انتشار الشعور بالذنب... يمكن أن يؤدي الشعور المستمر بالذنب إلى نكسات في الصحة العقلية مثل الاكتئاب» و«رُبِط التعرض المتكرر للشعور بالذنب والمشاعر المماثلة مع مجموعة من التحديات الصحية مثل: خلل في التكيف، والسمنة البطنية، وعدم تحمل الجلوكوز المتواطئة في تطور مرض السكري من النوع 2».